# Paraseptis
Paraseptis adnixa es una  especie  de polilla de la familia Noctuidae, la única especie del género Paraseptis. Es originaria de Norteamérica desde Columbia Británica a California.
Tiene una envergadura de 33 mm. Los adultos se encuentran en vuelo desde abril a julio.
Las larvas se alimentan de  Oemleria cerasiformis y especies de  Prunus.